# Antonio Benivieni
Antonio Benivieni (Florència, 3 de novembre del 1443 - Florència, 2 de novembre del 1502) fou un metge italià del Renaixement. Pioner de l'anatomia patològica - que no obstant això només serà definitivament sistematitzada per Morgagni al segle xviii - en el context més general de represa a Europa de la pràctica autòpsica - que havia caigut en desús durant el període medieval - Benivieni fou l'autor dels primers estudis empírics, reconeguts en la literatura, en el camp teratogènic; seva és també la primera descripció de la perforació intestinal i les observacions materials de diverses patologies com ara la disenteria crònica, els càlculs biliars i la sífilis, verificant en aquest últim cas la transmissió de la malaltia de la mare al fetus.

Part del seus resultats en el camp mèdic foren publicats pòstumament pel seu germà Girolamo, el 1507, a l'obra "De abditis nonnullis ac mirandis morborum et sanationum causis" que conté una selecció de 111 observacions de caràcter anatomopatològic.